# Smilovice, Frýdek-Místek
Smilovice là một làng thuộc huyện Frýdek-Místek, vùng Moravskoslezský, Cộng hòa Séc.